# WEEKEND VIBES
『WEEKEND VIBES』（ウィークエンド・バイブス）は、2024年4月6日からJ-WAVEで放送されているラジオ番組。

## 概要
土曜深夜に放送されていた『SATURDAY NIGHT VIBES』のリニューアル版で、毎週土曜・日曜 5:00 - 6:00（日本標準時）に放送。ナビゲーターは、前身番組から引き続きDJ TAROが務めている。
番組は、週末をアクティブに過ごすための情報を、元気が出る音楽とともにリスナーに届けている。番組ハッシュタグは「#Vibes813」。